# Cockrell Hill
Cockrell Hill es una ciudad ubicada en el condado de Dallas en el estado estadounidense de Texas. En el Censo de 2010 tenía una población de 4.193 habitantes y una densidad poblacional de 2.772,13 personas por km².

## Geografía
Cockrell Hill se encuentra ubicada en las coordenadas 32°44′18″N 96°53′19″O / 32.73833, -96.88861. Según la Oficina del Censo de los Estados Unidos, Cockrell Hill tiene una superficie total de 1.51 km², de la cual 1.51 km² corresponden a tierra firme y (0%) 0 km² es agua.

## Demografía
Según el censo de 2010, había 4.193 personas residiendo en Cockrell Hill. La densidad de población era de 2.772,13 hab./km². De los 4.193 habitantes, Cockrell Hill estaba compuesto por el 66.61% blancos, el 1.48% eran afroamericanos, el 0.81% eran amerindios, el 0.52% eran asiáticos, el 0.05% eran isleños del Pacífico, el 27.45% eran de otras razas y el 3.08% pertenecían a dos o más razas. Del total de la población el 90.72% eran hispanos o latinos de cualquier raza.

## Educación
El Distrito Escolar Independiente de Dallas (DISD) gestiona las escuelas públicas que sirven a Cockrell Hill.
Escuelas primarias:
- Escuela Primaria Celestino Mauricio Soto Jr.[8]
- Escuela Primaria L. O. Donald[9]
- Escuela Primaria Anson Jones[10]

Escuelas secundarias:
- Escuela Secundaria L.V. Stockard[11]
- Escuela Secundaria Zan Wesley Holmes, Jr.[12]
- Escuela Secundaria Raúl Quintanilla[13]

Escuelas preparatorias:
- Escuela Preparatoria Moisés E. Molina[14]
- Escuela Preparatoria Justin F. Kimball[15]
- Escuela Preparatoria Sunset[16]